# Certosa di Jerez de la Frontera
La Certosa di Jerez de la Frontera (in spagnolo Cartuja de Jerez de la Frontera) o Certosa di Santa María de la Defensión è un monastero che si trova a Jerez de la Frontera, in Spagna, ed è il complesso monumentale di maggior valore artistico della provincia di Cadice, in Andalusia.

## Storia

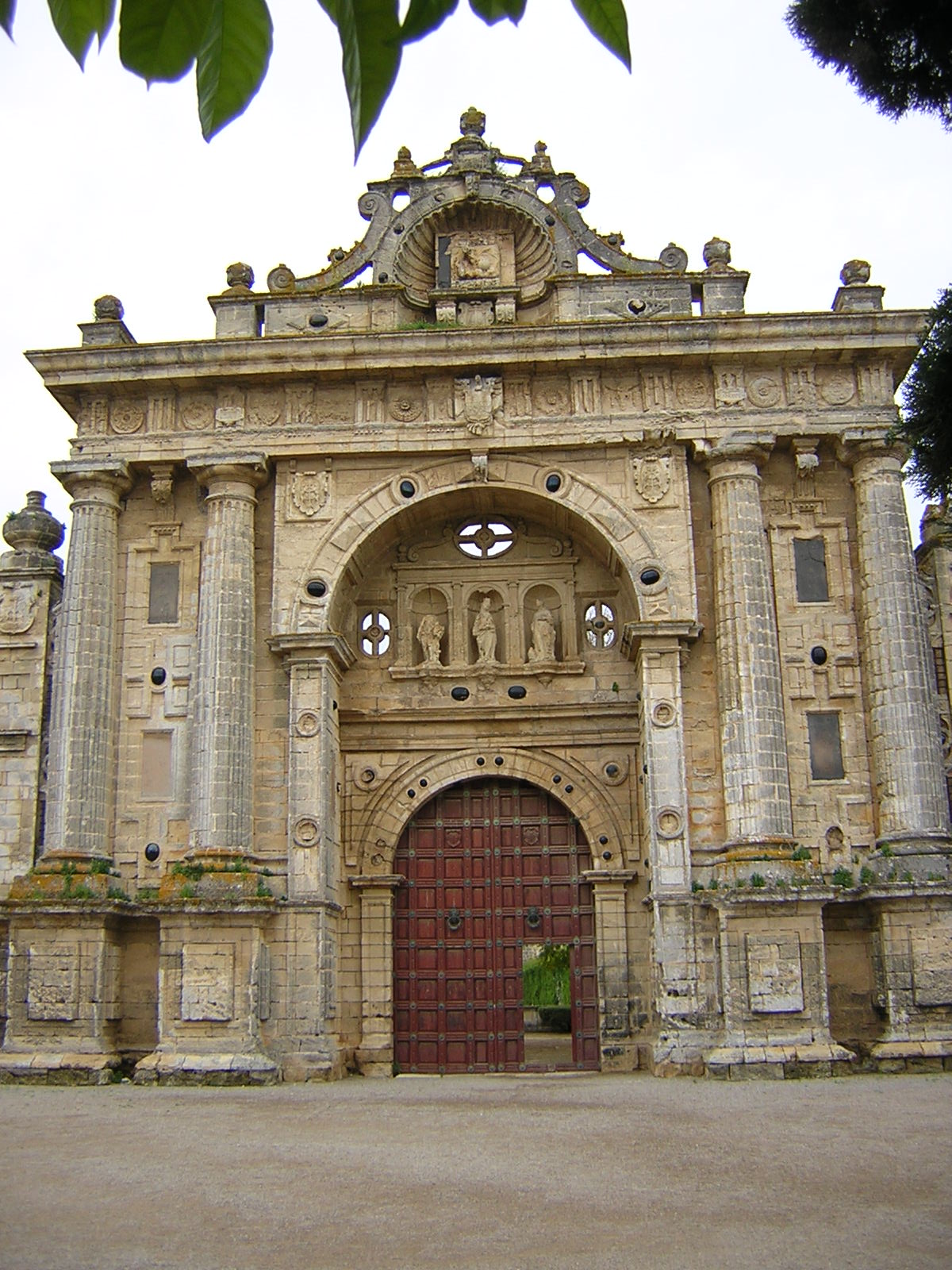
Ingresso rinascimentale del monastero.

L'impulso alla fondazione del monastero risale ad Alvaro Obertos de Valeto, cavaliere di origine genovese, che era stato incaricato da Alfonso X di Castiglia di difendere la città durante la Reconquista dal dominio musulmano nel 1264. In mancanza di eredi, il cavaliere lasciò i suoi beni allo scopo di fondare una certosa, ma solo nel 1475 venne individuata la località in cui costruirla. La zona scelta era nelle vicinanze del fiume Guadalete ed era di particolare importanza perché nel 1368 fu teatro di una vittoriosa battaglia contro gli invasori. In quell'occasione la vittoria fu attribuita all'intercessione della Vergine Maria, alla quale era stato dedicato un eremo sul luogo della battaglia con il nome di Nuestra Señora de la Defensión ("Nostra Signora della Difesa"), nome adottato anche per il monastero. 
Iniziata nel 1478, la costruzione della certosa si protrasse per gran parte del XVI secolo. All'inizio del XVII secolo, quando il progetto originario era quasi ultimato, furono intrapresi nuovi lavori che riguardarono anche la facciata della chiesa, che fu totalmente rinnovata nel 1667 in stile chiaramente barocco. 
Nel 1810, durante la guerra d'indipendenza spagnola, l'esercito francese usò il monastero come caserma, danneggiando gran parte del complesso. I monaci furono obbligati a cercare rifugio a Cadice e, quando tornarono, trovarono il monastero desolato e saccheggiato.

## Descrizione
Il complesso ha un'architettura in stile tardo gotico con aspetti barocchi risalenti al XVII secolo. All'ingresso del recinto si trova un ampio portico tetrastilo con una campata centrale semicircolare che sostiene, in una campata minore, due pesanti lastre di legno tempestate di bronzo. 
Di particolare interesse è la facciata concepita in due ordini sovrapposti a colonne corinzie e trabeazioni curve e spartite, sorrette da un basamento decorato con stemmi e temi floreali. Notevole anche il portale rinascimentale, progettato da Andrés de Ribera, la Cappella di Santa Maria e il piccolo chiostro gotico, progettato da Juan Martínez Montañés. Gli stalli del coro sono di Juan de Oviedo de la Bandera e furono originariamente realizzati per la Iglesia de la Merced di Sanlúcar de Barrameda e successivamente trasferiti al monastero nel 1960, insieme ai dipinti di Juan de la Roelas attualmente conservati nel monastero.
Il monastero era decorato con numerosi pregevoli dipinti di Francisco Zurbarán che oggi sono conservati nel Museo di Cadice.

## Situazione attuale
Restaurato e restituito al suo uso originario, dalla metà del XIX secolo il monastero è protetto dal governo spagnolo come Bien de Interés Cultural e Conjunto Histórico.
Oggi il monastero è abitato dalle Suore di Betlemme, dell'Assunzione della Vergine e di San Bruno che continuano la lunga tradizione monastica e spirituale cattolica romana portata avanti per più di cinque secoli dai padri certosini.